# Port lotniczy Ilam
Port lotniczy Ilam (IATA: IIL, ICAO: OICI) – port lotniczy położony w Ilam, w ostanie Ilam, w Iranie.